# Wiener Woche
Die Wiener Woche erschien in den Jahren 1933 bis 1934. Mit dem Untertitel „Volksblatt für Stadt und Land“ erschien die 40 × 27 cm große Zeitung wöchentlich. Im Impressum werden Paul Bösbauer & Co., Druck- u. Verlagsges.m.b.H. genannt. Der Redakteur der katholisch-konservativen Zeitung war Ferdinand Sailer. Aufgegangen ist die Zeitung in der Wochen-Rundschau. 
Der Vorgänger der „Wiener Woche“ nannte sich Volksblatt für Stadt und Land. Einmalige Ausgabe und erschien von 3. November 1871 bis 8. Mai 1933. Diese Zeitung erschien ebenfalls wöchentlich. Von 1871 bis 1874 im Format 4°, 28 × 18 cm, ab 1875 im Format 2°, 41 × 26,5 cm. Ab 19. März 1933 schließlich in den Maßen 40 × 27 cm. 